# Ganimitz
Ganimitz är en bergstopp i Österrike.   Den ligger i distriktet Lienz och förbundslandet Tyrolen, i den centrala delen av landet, 300 km väster om huvudstaden Wien. Toppen på Ganimitz är 2 673 meter över havet.
Terrängen runt Ganimitz är mycket bergig. Runt Ganimitz är det ganska glesbefolkat, med 26 invånare per kvadratkilometer.. Närmaste större samhälle är Matrei in Osttirol, 6,7 km sydväst om Ganimitz. 
I omgivningarna runt Ganimitz växer i huvudsak blandskog.